# Меллер, Валериан Иванович
 Валериа́н Ива́нович Ме́ллер (Мёллер)  (1840—1910) — горный инженер, геолог, палеонтолог, член-корреспондент Императорской академии наук (1881), профессор, директор Горного института (1893—1900).

## Биография
Родился 26 ноября (8 декабря) 1840 года в Санкт-Петербурге, в дворянской семье из Олонецкой губернии.
Образование получил в Институте корпуса горных инженеров, окончив курс в 1860 году с чином поручика.
Первоначально был назначен на службу в распоряжение главного начальника Уральских горных заводов.
В конце 1860 года зачислен по главному управлению корпуса горных инженеров, с прикомандированием к музею Горного института.
В 1861 году командирован для исследования коменноугольной системы Урала, а в 1862 году для исследования геологического строения Самарской Луки.
В 1863—1867 годах занимался геологическими исследованиями на Урале в Нижегородской губернии.
В 1867 году избран адъютантом Горного института на кафедре палеонтологии.
В 1870 году командирован на Урал, для изучения находящейся в средней части этого хребта месторождении каменного угля, с целью определить значение их для проектировавшейся в то время Уральской горнозаводской железной дороги и вместе с тем был назначен членом комиссии для решения вопроса о выгоднейших направлении этой дороги.
В 1873 году избран и утвержден профессором Горного института. На первом географическом конгрессе в Париже в 1875 году удостоен за научные труды медали первого класса.
В 1878 году в Париже избран вице-президентом Международного геологического конгресса и членом международной комиссии по объединению геологических карт и составлению общей геологической карты Европы.
В 1880 году командирован на Урал для заведования, производившимися там геологическими изысканиями.
В 1881 году командирован в Италию, для участия во втором геологическом конгрессе в Болонье, на котором он был вторично избран одним из вице-президентов конгресса. В 1881 году Императорская академия наук присудила ему премию академика Брандта. В том же году избран членом корреспондентом Императорской академии наук.
В 1885 году назначен управляющим горной частью Кавказского края, на него было возложено наблюдение за геологическими и быровыми работами, производившимися для определения направления железнодорожного тоннеля на Сурамском перевале. В 1887 году председательствование в особом совещании горных инженеров при кавказских минеральных водах, по вопросам сохранения источников, о необходимых горных и гидротехнических работах и наблюдение за исполнением технических работ по устройству Ессентукских минеральных источников. В 1890 году председательствование на шестом экстренном съезде нефтепромышленников в Баку. В 1890 году назначен членом Горного совета и Горного учёного комитета.
В 1893—1900 годах — директор Горного института.
Скончался 4 (17) июля 1910 года в Санкт-Петербурге.

## Семья
Семья состояла в родстве с семьями горных инженеров Иосса и Карпинских.
- Отец — Меллер, Иван Карлович (1795—1856) — окончил Горный кадетский корпус (1813), работал на Александровском пушечном заводе Олонецкого округа, был надзирателем железных рудников, работал на Александровском литейном заводе в Санкт-Петербурге, подполковник (1833).

Жена — Варвара Николаевна.
- Сын — Григорий (род. 1871)
- Сын — Николай (род. 1869), служил в Первом Департаменте Министерства юстиции (1914—1917), секретарь Горного института (1923—1930).
  - Внучка — Варвара Николаевна (1906—1942)
    - Правнучка — Надежда Иосифовна (род. 1932), после смерти матери в блокадном Ленинграде жила в детском доме.

## Членство в организациях
- 1881 — член-корреспондент, Императорская Санкт-Петербургская академия наук
- 1884 — почётный член, Императорское Санкт-Петербургское Минералогическое общество.